# Concessió del servei públic espanyol
La Concessió del servei públic espanyol és un contracte administratiu en forma de gestió indirecta de serveis públics, que comporta que el concessionari assumeix la gestió i explotació del servei sota el seu propi compte i risc, per a les quals aporta tots els recursos necessaris per dur-lo a terme.

## Règim jurídic
La concessió de serveis públics ve regulada per la Llei 30/2007, de 30 d'octubre, de contractes del sector públic que regula el tipus de concessió d'obres públiques i la regulació específica prové de l'àmbit local a través del reglament d'obres, activitats i serveis dels ens locals, aplicable només a Catalunya pel decret 79/1995 de 13 de juny. En aquesta legislació queda patent que el principi bàsic de la concessió és que el servei concedit continui tenint, en tot moment, la qualificació de servei públic de l'administració a la competència de la qual és atribuït, tot i que cal diferenciar:
- El servei que n'és objecte
- La retribució econòmica del concessionari

## Potestats de l'administració concedent
- Ordenar les modificacions que l'interès públic exigeixi, talment com en el cas de la gestió directa.
- Fiscalitzar la gestió del concessionari
- Assumir la gestió directa en els casos en què no presti el servei o no pugui prestar-lo.
- Imposar sancions per incompliment.
- Rescatar la concessió.
- Suprimir  el servei.
- Extingir el contracte per qualsevol de les causes previstes en l'ordenament jurídic.

## Obligacions de l'administració concedent
- Atorgar protecció al concessionari per a poder realitzar el servei.
- Mantenir l'equilibri financer de la concessió
- Indemnitzar al concessionari pels danys i perjudicis causats al rescatar la concessió.

## Drets del concessionari
- A percebre la retribució econòmica que correspongui per la prestació del servei, mitjançant la retribució de tarifes autoritzada per reglament.
- Obtenir una compensació econòmica en els casos de rescat o modificació.
- Utilitzar els béns de domini públic per al servei.
- Demanar a l'administració cojncedent que exerciti les potestats d'expropiació forçosa, imposició de servituds i desnomanet administratiu quan siguin necessàries per efectuar el servei.
- Aplicar el procediment de constreyiment per al cobrament de les tarifes.

## Obligacions del concessionari
- Prestar el servei de forma regular i contínua en la forma regulada per l'administració.
- Admetre tothom que compleixi els requisits d'accés.
- Indemnitzar els danys que ocasioni a tercers.
- No gravar, ni alienar béns subjects a reversió, a més del deure de conservar-los.
- Exercir per si mateix la concessió.

## La intervenció del servei
L'administració pot intervenir el servei en aquells casos que es produeixi incompliment del contracteo lesió als interessos dels usuaris. En aquest, l'administració substitueix al concessionari i en fa la gestió directa a través d'un interventor tècnic, però a compte i risc del concessionari. Igualment l'administració té potestat sancionadora davant un incompliment contractual greu imputable al concessionari. Aquesta intervenció pot ser total o parcial i durarà per norma general, fins que el concessionari pugui reprendre a gestió normal de l'empresa.

## Extinció de la concessió
En funció de l'article 260 del Decret 179/1995 l'acabament de la concessió es pot donar per les següents causes:
- Per l'acabament del termini i de les pròrrogues concedides, si s'escau.
- Per la demora superior a sis mesos per part de l'administració en l'entrega a l'empresari de la subvenció o dels mitjans auxiliars a què es va obligar segons el contracte.
- Per la impossibilitat sobrevinguda en la prestació per causa no imputable a les parts.
- Pel mutu dissens.
- Per l'incompliment molt greu de les obligacions essencials assenyalades en el plec de clàusules que afectin la continuïtat i regularitat de la prestació.
- Quan el concessionari no presti el servei per si mateix, inclòs el supòsit de transmissió d'accions o participacions quan aquell sigui una societat mercantil, en els termes establerts pel reglament 179/1985.[3]
- Si, aixecada la intervenció de la concessió, el contractista torna a incórrer en les infraccions que l'hagin determinat o en altres de similars.

## Reversió de la concessió i efectes de l'extinció
És un efecte de l'extinció de la concessió, que suposa el retorn dels béns i drets afectats per destinar-los a les finalitats pròpies, llevat que el plec de clàusules digui el contrari. En el cas que l'extinció sigui imputable al concessionari, comportarà l'acabament del contracte, el cessament de la gestió i, si s'escau, la seva inhabilitació. Si 'extinció és imputable a l'administració, aleshores pot donar lloc a les indemnitzacions oportunes.

## Rescat de la concessió
El rescat és un tipus d'extinció abans del termini estipulat, acordada de forma unilateral per raons d'interès públic justificades tècnicament i jurídicament amb la indemnització corresponent, i amb l'assumpció de la gestió directa per part de l'administració. Aquest fet comporta :
- La transferència de les obres i les instal·lacions a l'ens local.
- El deure d'indemnitzar al concessionari el valor de les que no hagin de revertir a l'ens local, tenint en compte el grau d'amortització i els danys i perjudicis, si s'escau, irrogats al concessionari, inclosos els beneficis futurs que deixi de percebre.
- La determinació per l'ens local de la modalitat de la gestió del servei i de la destinació de les instal·lacions que hi estan afectades.